# Kathrota
Kathrota fou un estat tributari protegit del prant de Sorath, a l'agència de Kathiawar, presidència de Bombai amb una superfície de 3 km² i format per un sol poble amb un únic tributari. Els ingressos estimats el 1881 eren de 100 lliures i el tribut pagat al Gaikwar de Baroda era de 5,4 lliures. La capital era Kathrota a uns 25 km a l'oest de Lakapadar amb una població el 1872 de 244 habitants i de només 59 el 1881.